# Pandanus halleorum
Espèce
Statut de conservation UICN

 VU  : Vulnérable
Pandanus halleorum est une espèce de plantes de la famille des Pandanacées.

## Description
Cette espèce de plante est endémique du Vanuatu. Il a notamment été observé sur l'île de Malekula. Il s'agit d'un arbre qui se développe dans des habitats tropicaux et humides.
Cet arbre peut parfois peupler, de manière abondante, les ravins ombragés. Il peut mesurer de 1 à 6 m de haut. Le tronc a généralement une circonférence de moins de 10 cm. Les fleurs mâles, de couleur jaune pâle, se situent au croisement entre le tronc et les branches. Son inflorescence prend la forme de glomérules.
Cette plante est classée comme vulnérable selon la liste des espèces menacées UICN.